# Harold Lester Johnson
Harold Lester Johnson (ur. 17 kwietnia 1921 w Denver, zm. 2 kwietnia 1980 w Meksyku) – amerykański astronom.
W 1959 został profesorem University of Texas w Austin, a w 1962 University of Arizona w Tucson. Wraz z Williamem Wilsonem Morganem opracował system fotometrii gwiazdowej (system UBV), który później został powszechnie przyjęty. Wykonał również pomiary jasności kilku tysięcy gwiazd w tym systemie. Jego fotometria gromad gwiazd stała się podstawą współczesnej wiedzy o ich ewolucji.